# Copa Korać 1976-77
La Copa Korać 1976-77 fue la sexta edición de la Copa Korać, competición creada por la FIBA para equipos europeos que no disputaran ni la Copa de Europa ni la Recopa. Participaron 27 equipos, tres menos que en la edición anterior. El ganador fue el equipo yugoslavo de la Jogoplastika, que repetía el triunfo del año anterior, que derrotó en la final a otro equipo italiano, el Alco Bologna, disputándose la final por primera vez a un único partido en campo neutral, jugándose la misma en Génova.
Cabe destacar que los dos equipos españoles clasificados, FC Barcelona y Estudiantes, declinaron participar por falta de interés deportivo y económico.

## Equipos participantes
| Francia             | 4 | Berck              | Caen                     | Challans      | Moderne        |
| Grecia              | 4 | Panathinaikos      | Panionios                | Aris          | Iraklis        |
| Italia              | 4 | IBP Stella Azzurra | Alco Bologna             | Basket Mestre | Snaidero Udine |
| Bélgica             | 2 | Standard Liège     | Éveil Monceau            |               |                |
| Bulgaria            | 2 | Balkan Botevgrad   | CSKA Septemvriisko zname |               |                |
| Israel              | 2 | Hapoel Ramat Gan   | Hapoel Tel Aviv          |               |                |
| Alemania Occidental | 2 | Hagen              | Gießen 46ers             |               |                |
| Yugoslavia          | 2 | Jugoplastika       | Bosna                    |               |                |
| Austria             | 1 | Maximarkt Wels     |                          |               |                |
| Polonia             | 1 | Polonia Warszawa   |                          |               |                |
| Portugal            | 1 | Sangalhos          |                          |               |                |
| Unión Soviética     | 1 | Dynamo Moscow      |                          |               |                |
| Turquía             | 1 | Karşıyaka          |                          |               |                |

## Primera ronda
| Equipo 1       | Agr.    | Equipo 2       | Ida   | Vuelta |
| -------------- | ------- | -------------- | ----- | ------ |
| Sangalhos      | 109–205 | Alco Bologna   | 68–97 | 41–108 |
| Snaidero Udine | 179–168 | Maximarkt Wels | 92–85 | 87–83  |
| Panathinaikos  | 152–153 | Standard Liège | 90–75 | 62–78  |
| Basket Mestre  | 176–142 | Karşıyaka      | 89–58 | 87–84  |
| Iraklis        | 147–187 | Bosna          | 83–91 | 64–96  |

## Segunda ronda
| Equipo 1                 | Agr.    | Equipo 2           | Ida     | Vuelta |
| ------------------------ | ------- | ------------------ | ------- | ------ |
| Panionios                | 130–185 | Alco Bologna       | 72–96   | 58–89  |
| Balkan Botevgrad         | 164–170 | Snaidero Udine     | 88–69   | 76–101 |
| Berck                    | 181–174 | Gießen 46ers       | 100–83  | 81–91  |
| Caen                     | 210–172 | Hagen              | 114–69  | 96–103 |
| Standard Liège           | 194–165 | Polonia Warszawa   | 113–82  | 81–83  |
| Basket Mestre            | 140–129 | Challans           | 82–60   | 58–69  |
| Hapoel Ramat Gan         | 157–149 | Éveil Monceau      | 86–68   | 71–81  |
| CSKA Septemvriisko zname | 195–202 | Bosna              | 117–100 | 78–102 |
| Aris                     | 147–198 | IBP Stella Azzurra | 79–80   | 68–118 |
| Hapoel Tel Aviv          | 174–166 | Moderne            | 100–79  | 74–87  |

Clasificados automáticamente para cuartos de final
- Jugoplastika (defensor del título)
- Dynamo Moscú

## Cuartos de final
Los cuartos de final se jugaron dividiendo los 12 equipos clasificados en cuatro grupos con un sistema de todos contra todos.
|  | El primer clasificado avanza a semifinales |

|    | Equipo         | PJ | Pts | G | P | PF  | PC  | Dif. |
| -- | -------------- | -- | --- | - | - | --- | --- | ---- |
| 1. | Berck          | 4  | 7   | 3 | 1 | 401 | 386 | +15  |
| 2. | Dynamo Moscú   | 4  | 6   | 2 | 2 | 386 | 378 | +8   |
| 3. | Snaidero Udine | 4  | 5   | 1 | 3 | 370 | 393 | -23  |

|    | Equipo          | PJ | Pts | G | P | PF  | PC  | Dif. |
| -- | --------------- | -- | --- | - | - | --- | --- | ---- |
| 1. | Alco Bologna    | 4  | 7   | 3 | 1 | 354 | 339 | +15  |
| 2. | Bosna           | 4  | 7   | 3 | 1 | 388 | 369 | +19  |
| 3. | Hapoel Tel Aviv | 4  | 4   | 0 | 4 | 361 | 395 | -34  |

|    | Equipo             | PJ | Pts | G | P | PF  | PC  | Dif. |
| -- | ------------------ | -- | --- | - | - | --- | --- | ---- |
| 1. | IBP Stella Azzurra | 4  | 8   | 4 | 0 | 355 | 325 | +30  |
| 2. | Caen               | 4  | 6   | 2 | 2 | 374 | 330 | +44  |
| 3. | Hapoel Ramat Gan   | 4  | 4   | 0 | 4 | 330 | 404 | -74  |

|    | Equipo         | PJ | Pts | G | P | PF  | PC  | Dif. |
| -- | -------------- | -- | --- | - | - | --- | --- | ---- |
| 1. | Jugoplastika   | 4  | 8   | 4 | 0 | 376 | 313 | +63  |
| 2. | Basket Mestre  | 4  | 5   | 1 | 3 | 323 | 365 | -42  |
| 3. | Standard Liège | 4  | 5   | 1 | 3 | 327 | 348 | -21  |

## Semifinales
| Equipo 1     | Agr.    | Equipo 2           | Ida   | Vuelta |
| ------------ | ------- | ------------------ | ----- | ------ |
| Alco Bologna | 169–163 | Berck              | 81–68 | 88–95  |
| Jugoplastika | 172–158 | IBP Stella Azzurra | 96–71 | 76–87  |

## Final
5 de abril, Palasport della Fiera, Génova
| Equipo 1     | Resultado | Equipo 2     |
| ------------ | --------- | ------------ |
| Jugoplastika | 87–84     | Alco Bologna |

| 5 de abril de 1977 | Jugoplastika                  | 87–84       | Alco Bologna                     | |  |
|                    | Parciales: 44-41, 43-43       |             |                                  | |  |
|                    | Estadísticas Damir Šolman, 19 | Reporte Pts | Estadísticas Giovanni Biondi, 22 | Pabellón: Palasport della Fiera, Génova Asistencia: 5.000 espectadores Árbitros: Yvan Mainini (FRA), José Marcé (ESP) |  |

| Campeón de la Copa Korać 1976–77 |
| -------------------------------- |
| Jugoplastika 2º título           |